# Katzrin
Katzrin of Qatzrin is een Israëlische nederzetting en een lokale raad in de Golanhoogten, die Israël in 1967 op Syrië veroverde.
In de Golanhoogten is Katzrin de grootste Israëlische nederzetting. Katzrin grenst in het zuiden aan het Meer van Tiberias, in het westen aan Israël en in het noorden aan de Hermonberg. Bestuurlijk valt Katzrin onder het Israëlische district Noord.

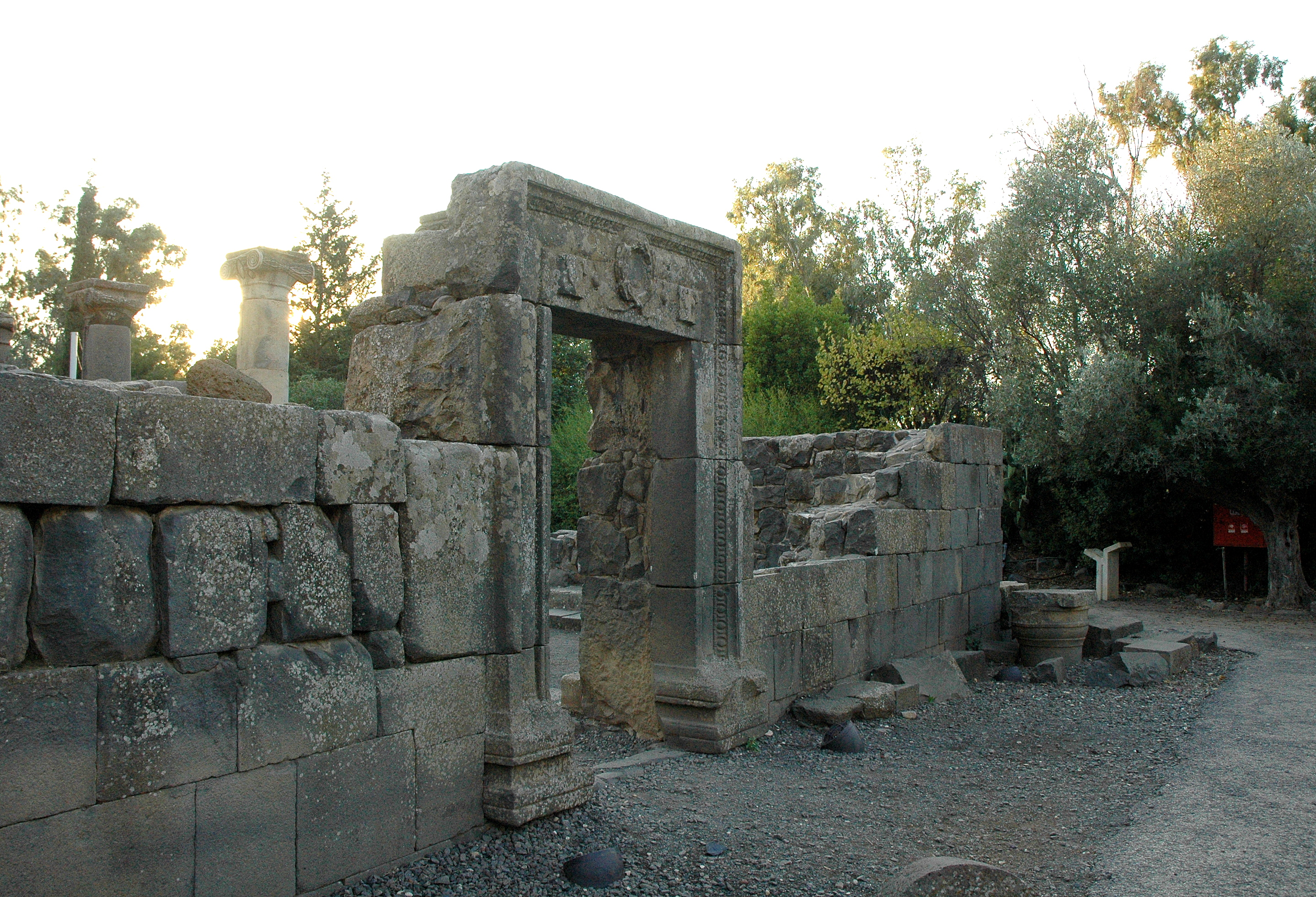
Toegang tot de synagoge uit het tijdperk van de Talmoed (2011)

Katzrin werd in 1977 opgericht als een gepland stedelijk centrum voor de Golanhoogten op basis van een besluit van de Israëlische regering in november 1973. De vroege bewoners waren jonge stellen en professionals uit Tel Aviv en Haifa. De bouw begon in 1976. De Israëlische annexatie van de Golanhoogten in 1981 wordt internationaal niet erkend. Katzrin heeft overblijfselen van een dorp met synagoge, een olijfpers en een opgraving van het huis van Rabbi Elazar.